# 3 + 3
Albums de The Isley Brothers
Isleys' Greatest Hits
(1973) Live It Up
(1974)
3 + 3 est un album de The Isley Brothers, sorti en 1973. 

## L'album
Il fait partie des 1001 albums qu'il faut avoir écoutés dans sa vie. 

### Titres
Tous les titres sont de The Isley Brothers, sauf mentions. 

#### Face A
1. That Lady (5:35)
2. Don't Let Me Be Lonely Tonight (James Taylor) (4:00)
3. If You Were There (3:22)
4. You Walk Your Way (3:08)
5. Listen to the Music (Tom Johnston) (4:07)

#### Face B
1. What It Comes Down To (3:54)
2. Sunshine (Go Away Today) (Jonathan Edwards (en)) (4:23)
3. Summer Breeze (Jim Seals, Dash Crofts) (6:12)
4. The Highways of My Life (4:17)

### Musiciens
- Ronald Isley : voix
- Rudolph Isley : chœurs, voix sur Summer Breeze
- O'Kelly Isley, Jr. : chœurs, voix sur Summer Breeze
- Ernie Isley : guitares
- Marvin Isley : basse
- Chris Jasper : piano, piano électrique, clavinet, synthétiseur
- George Moreland : batterie
- Truman Thomas : orgue

### Charts

#### Album
| Année | Chart                     | Position |
| ----- | ------------------------- | -------- |
| 1973  | US Billboard Black Albums | 2        |
| 1973  | US Billboard Pop Albums   | 8        |

#### Singles
| Année | Single                 | Position                         | Position                       |
| Année | Single                 | US Billboard Black Singles Chart | US Billboard Pop Singles Chart |
| ----- | ---------------------- | -------------------------------- | ------------------------------ |
| 1973  | That Lady (Part 1)     | 2                                | 6                              |
| 1973  | What It Comes Down To  | 5                                | 55                             |
| 1974  | Summer Breeze (Part 1) | 10                               | 60                             |